# 日立ゴルフクラブ
日立ゴルフクラブ（ひたちゴルフクラブ）は、 茨城県日立市にあるゴルフ場である。

## 概要
茨城県下のゴルフ場は、1953年（昭和28年）に「大洗ゴルフ倶楽部」（1953年（昭和28年）開場、設計・井上誠一）に始まり、1960年（昭和35年）に「大利根カントリークラブ」（1960年（昭和35年）開場、設計・井上誠一）と次々に誕生していった。日立市のゴルフ好きも「人口19万人、日立にもゴルフ場が欲しい」との声が高まり、1965年（昭和40年）2月、日立商工会議所内に「日立ゴルフ場設立準備委員会」を設立し、会長に商工会議所会頭で日立電鉄株式会社社長の吉村鎮が就任した。
1965年（昭和41年）2月、新たなゴルフ場の建設に向けて経営母体「日立観光開発株式会社」が設立され、会長に地主代表の大和田重美が就任した。1965年（昭和41年）8月、地元を挙げて創業され、日立ゴルフ場建設共同企業体が中心となって進められた。
ゴルフ場の建設用地は、日立市北部地区開発の一環として進行していた神峰公園（現・日立市かみね公園）裏地一帯が候補地に決まった、傾斜面が多いが眺望が良く樹木も多い用地だった。最初は用地買収で計画したが、地主の同意を得ることが出来ず、用地21万坪を借地契約で決定された。
1965年（昭和41年）9月、コース設計を間野貞吉に依頼した、間野は元株式会社日立製作所日立工場営繕課課長で、日本で初めてコース設計で工学博士になり、「戸塚カントリー倶楽部」（1961年（昭和36年）開場、設計・東コース 間野貞吉、西コース 井上誠一）、「小山ゴルフクラブ」（1960年（昭和35年）開場、設計・間野貞吉）、「札幌国際カントリークラブ」（1963年（昭和38年）開場、設計・A・Bコース 菅谷直、Cコース 間野貞吉）など全国の32コースを設計した実績がある。間野の設計は、「相模カンツリー倶楽部」（1931年（昭和6年）開場、設計・赤星六郎）のキャプテンと理事を務めたことから、同コースを設計した赤星六郎の影響を受けていると思われる。
1967年（昭和42年）11月3日、コースの造成工事が完了し、18ホール距離6,615ヤード、パー72規模のゴルフ場が開場された。同時に、ゴルフ場名称「日立ゴルフクラブ」、初代理事長・柴田正男が発足した。

## 所在地
〒317-0053 茨城県日立市滑川町3033番地

## コース情報
- 開場日 - 1967年11月3日
- 設計者 - 間野 貞吉
- 面積 - 820,000m2（約24.8万坪）
- コースタイプ - 丘陵コース
- コース - 18ホールズ、パー72、6,734ヤード、コースレート70.8
- フェアウェー - コウライ
- ラフ - ノシバ
- グリーン - 2グリーン、ベント
- ラウンドスタイル - キャディ付きセルフの選択制、乗用カート、ツーサム可
- 練習場 - 無し
- 休場日 - 毎週月曜日、1月1日[2][3]

## ギャラリー
- コース - 「日立ゴルフクラブ」、コース紹介、2021年6月3日閲覧
- ハウス - 「日立ゴルフクラブ」、クラブ紹介、2021年6月3日閲覧

## 交通アクセス
- 鉄道 - 常磐線（JR東日本） - 日立駅より タクシー利用約10分[4]
- 道路 - 常磐道 - 日立中央ICより 約5分[4]

## 関連文献
- 『ゴルフ場ガイド 東版』、2006-2007、「日立ゴルフクラブ」、東京 ゴルフダイジェスト社、2006年5月、2021年6月3日閲覧
- 『美しい日本のゴルフコース BEAUTIFUL GOLF CULTURE IN JAPAN 日本のゴルフ110年記念 ゴルフは日本の新しい伝統文化である』、ゴルフダイジェスト社「美しい日本のゴルフコース」編纂委員会編、「昭和39年『日立にもゴルフ場を』と商工会議所が動き始めた」、東京 ゴルフダイジェスト社、2013年12月、2021年6月3日閲覧